# Asteriscium glaucum
Asteriscium glaucum là một loài thực vật có hoa trong họ Hoa tán. Loài này được Hieron. & H.Wolff mô tả khoa học đầu tiên năm 1908.